# ビクトリア&アルフレッド・ウォーター・フロント
座標: 南緯33度54分22秒 東経18度25分13秒 / 南緯33.90611度 東経18.42028度
ビクトリア&アルフレッド・ウォーター・フロント（英語: Victoria & Alfred Waterfront）は、南アフリカ共和国西ケープ州ケープタウンにあるレジャー施設である。

## 概要
ロベン島とテーブルマウンテンの間で位置していて、ホテル、マリーナ、高級住宅、水族館などがある。

## 歴史
イギリスのヴィクトリア女王の次男である、アルフレッドによって1860年に湾岸開発が行われ、自身と母親の名前にちなんで名づけられた。

## 施設

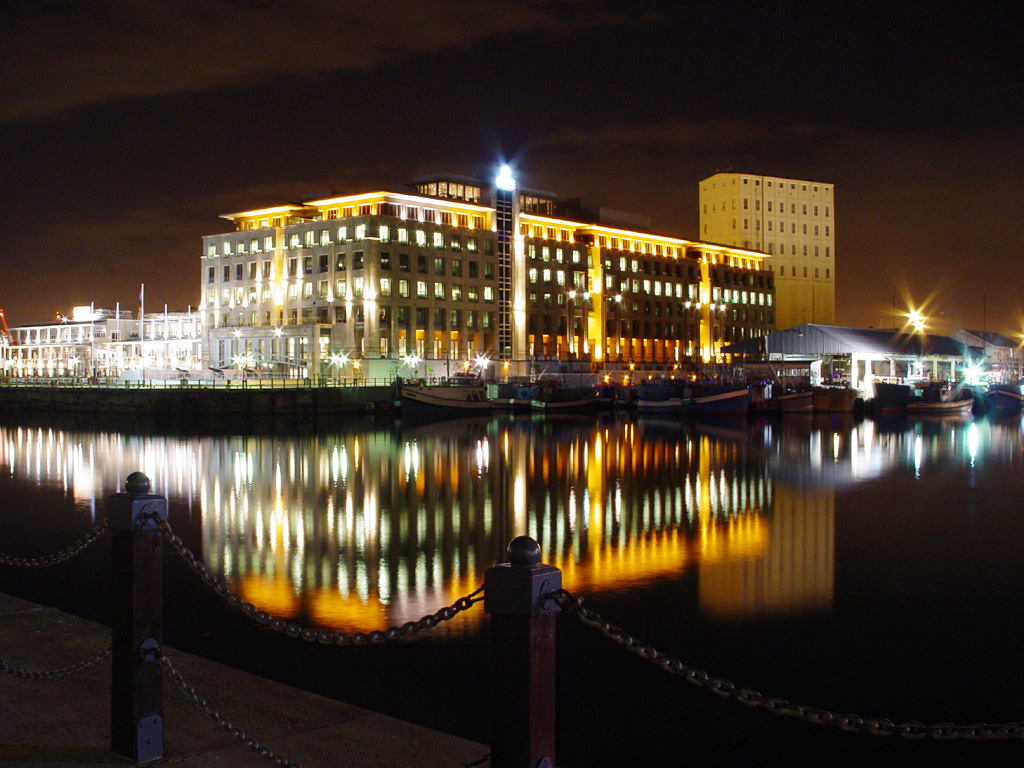